# Freigrenze
Freigrenze ist ein Begriff aus dem deutschen Steuerrecht. Wird eine Freigrenze überschritten, treten die Rechtsfolgen für den Gesamtbetrag ein, nicht nur für den die Freigrenze übersteigenden Betrag.

## Beispiele für Freigrenzen
- Freigrenze für Einnahmen aus privaten Veräußerungsgeschäften, sog. „Spekulationsgewinne“: 999,99 Euro pro Jahr, bis 2023: 599,99 Euro (§ 23 Abs. 3 Satz 5 EStG)
- Freigrenze für Arbeitgeberdarlehen: 2.600 Euro, darüber hinaus steuerpflichtiger Sachbezug für die Zinsverbilligung (Verwaltungsanweisung[2])
- Freigrenze für Sachbezüge pro Monat: 50 Euro, bis 2021: 44 Euro (§ 8 Abs. 2 Satz 11 EStG)
- Freigrenze bei der Zinsschranke in der Unternehmensbesteuerung: 3 Millionen Euro pro Jahr (§ 4h Abs. 2 Satz 1 a) EStG)
- Freigrenze für Einkünfte aus bestimmten Leistungen: 255,99 Euro (§ 22 Nr. 3 EStG)
- Freigrenze bei der Grunderwerbsteuer für den Erwerb von Grundstücken: 2.500 Euro (§ 3 Nr. 1 GrEStG)
- Freigrenze, bis zu der kein Solidaritätszuschlag erhoben wird (2023: 65.516 Euro jährlich zu versteuerndes Einkommen, bei Verheirateten 131.032 Euro).

## Fallbeispiel
Gewinne aus privaten Veräußerungsgeschäften bleiben gem. § 23 EStG steuerfrei, wenn der erzielte Gesamtgewinn im Kalenderjahr weniger als 1.000 Euro betragen hat (= Freigrenze von faktisch 999,99 Euro).
- Der Gesamtgewinn 2024 beträgt 999,99 Euro: Keine Steuerpflicht, da Freigrenze nicht überschritten.
- Der Gesamtgewinn beträgt 1.000 Euro: Steuerpflicht des vollen Betrags von 1.000 Euro, da Freigrenze überschritten.

## Sonstiger Sprachgebrauch
Seit 1. April 2024 erlaubt das Cannabisgesetz Personen, die das 18. Lebensjahr vollendet haben, den Besitz von bis zu 25 Gramm Cannabis in Deutschland (in der seit mindestens sechs Monaten bewohnten Wohnung sind bis zu 50 Gramm erlaubt) und den privaten Eigenanbau von bis zu drei Cannabis-Pflanzen.
Schon vorher wurde bei kleinen Mengen für den Eigenbedarf von einer Strafverfolgung abgesehen und die tolerierte Menge oft Freigrenze oder Toleranzgrenze genannt. Der Besitz wurde allerdings nicht als erlaubt angesehen. Auch geringe Mengen waren verboten und wurden eingezogen. Das Bundesverfassungsgericht appellierte 1994 im Cannabis-Beschluss an die Bundesländer, die Freigrenze einheitlich zu regeln.